# Rio de Oro (Melilla)
O Rio de Oro é o principal rio da cidade autônoma espanhola de Melilla, no norte da África.

## Origens do nome Río de Oro
O nome Uad el Meduar e suas variantes identifica o rio no Marrocos, que passa a ser nomeado como Rio de Oro ao entrar em Melilla. Ambos se referem ao mesmo rio, mas com significados distintos. Os dois hidrônimos têm uma origem diferente. O nome Uad el Meduar faz referência a uma das características físicas mais relevantes do rio, que são a seus meandros, caminho tortuoso percorrido pelo curso de água. A origem do nome Rio de Oro deve ser procurada nas lendas que se referem à sua riqueza em ouro, algo que nunca foi provado e que sobreviveu como verdadeiro até o século XX.

## Descrição
Nasce no Monte Gurugú, no Marrocos, onde é chamado de Rio Meduar, a sudoeste da cidade, e flui entre as praias de San Lorenzo e Los Cárabos, na Baía de Melilla.
Permanece seco a maior parte do ano, fluindo apenas quando ocorrem chuvas contínuas. Possui um curso SO-NE aproximado e recebe à esquerda os riachos de Tigorfaten, Cañada de la Muerte, o rio Nano e a ravina de Cabrerizas. À direita,  recebe os córregos Farhana e Sidi-Guariach.

## Meio ambiente
O Ministério do Meio Ambiente em 2010 concluiu as obras do Proyecto de Recogida y Evacuación de Aguas Cuasi Fecales en la Desembocadura del Río de Oro, que tinha como objetivo solucionar a presença contínua de águas quase fecais no leito da foz do Rio de Oro que causava vários problemas de saúde, como maus cheiros, presença de insetos e poluição que degradavam o ambiente e a paisagem. Como resultado, as águas quase fecais do canal e os pontos baixos existentes a montante do canal foram eliminados pela reconstrução do canal central. O problema persistiu, com estagnações de água nos pontos baixos, isso fez com que continuassem ocorrendo problemas de água estagnada que, apesar de serem águas limpas, ao longo do tempo também produzem odores, proliferação de insetos e degradação ambiental.
Em 2019, o local passou por nova intervenção, com o revestimento em concreto da parte final do canal e a criação de uma lagoa de contenção, além de melhorias na lateral da calha, incluindo um sistema de iluminação. A obra foi criticada por não permitir a infiltração de água devido a impermeabilização do leito do rio, afastando também os pássaros que se alimentavam na foz do rio.

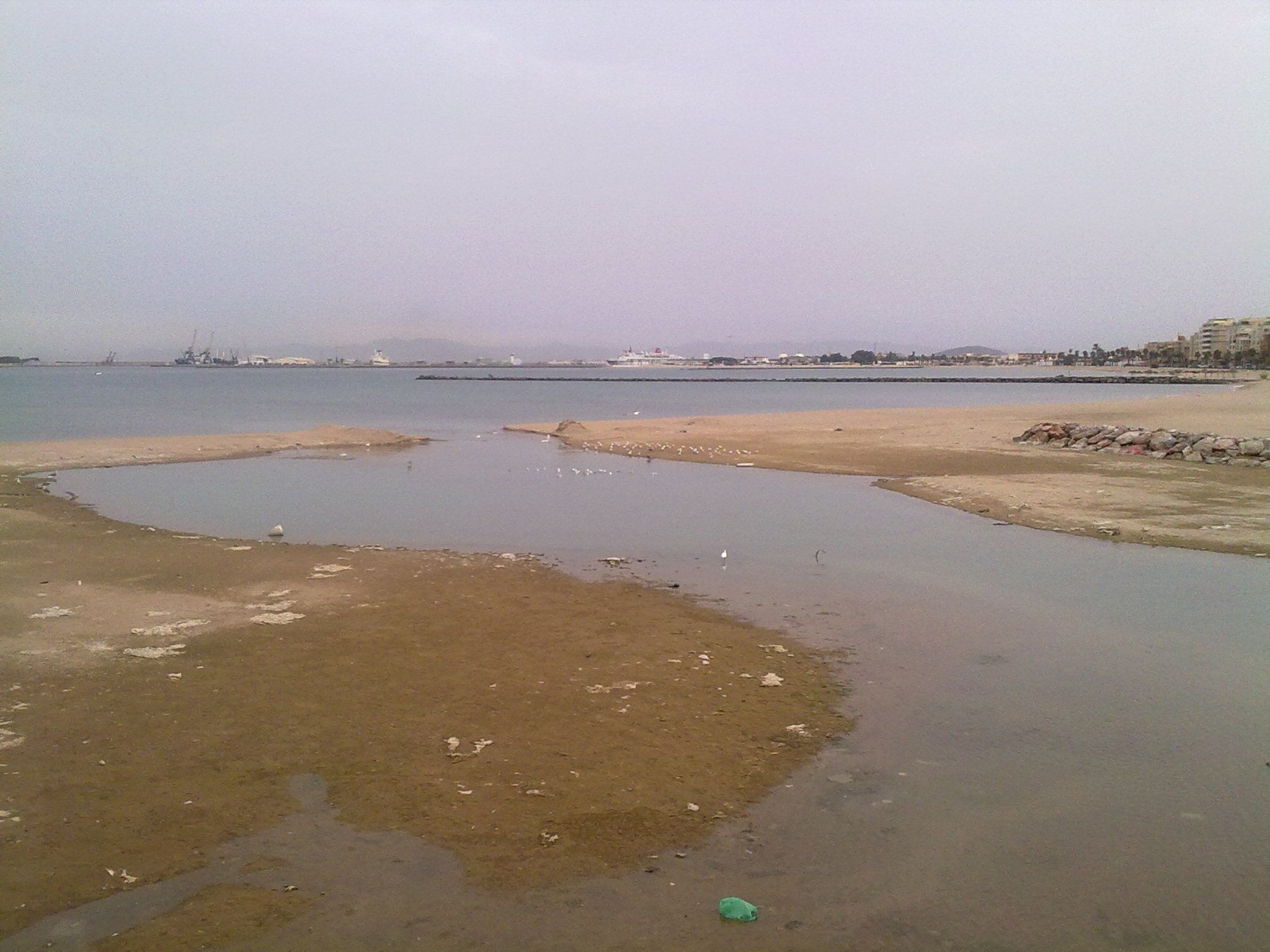
Desembocadura do Río de Oro.
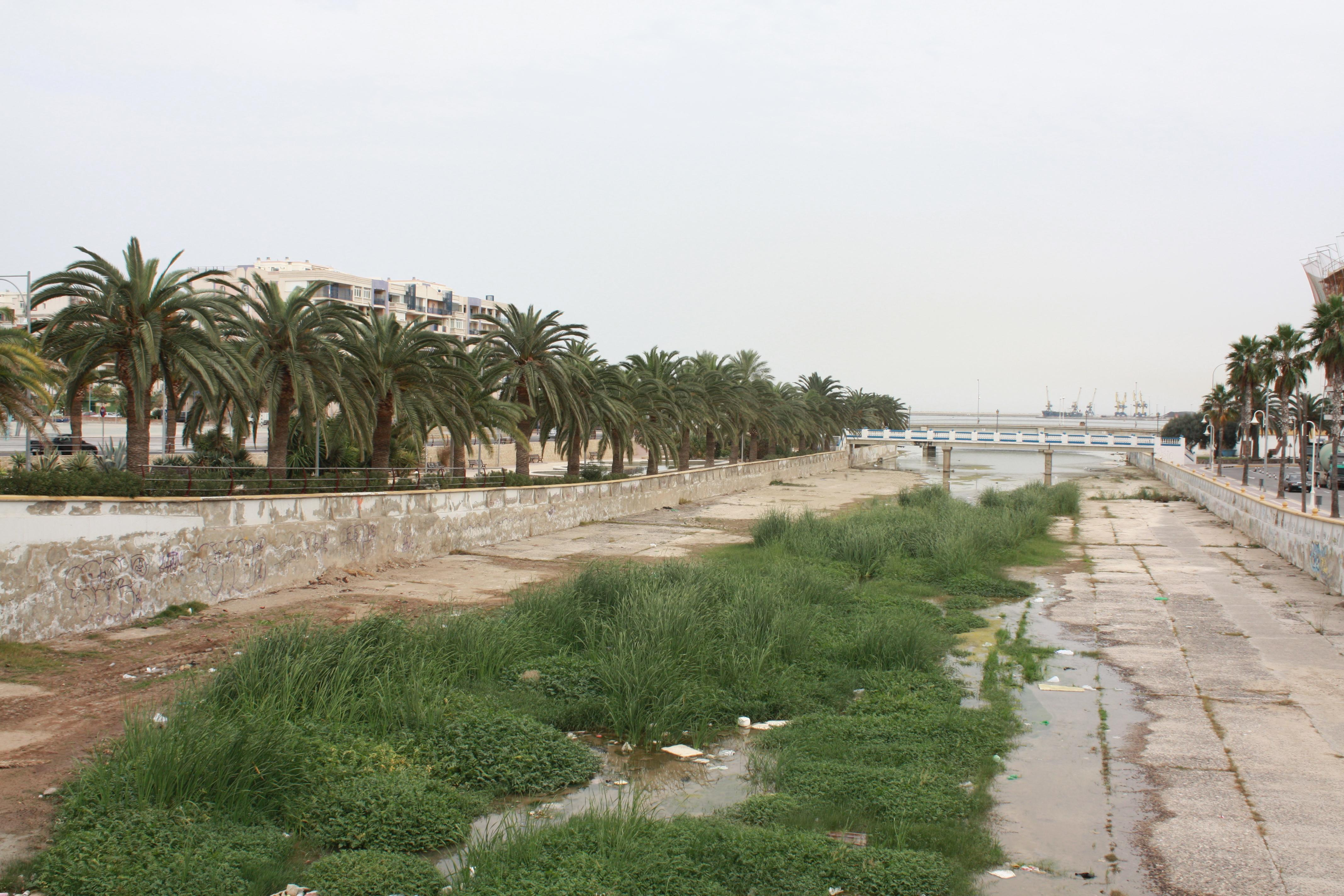
Palmeiras na desembocadura do Río de Oro.
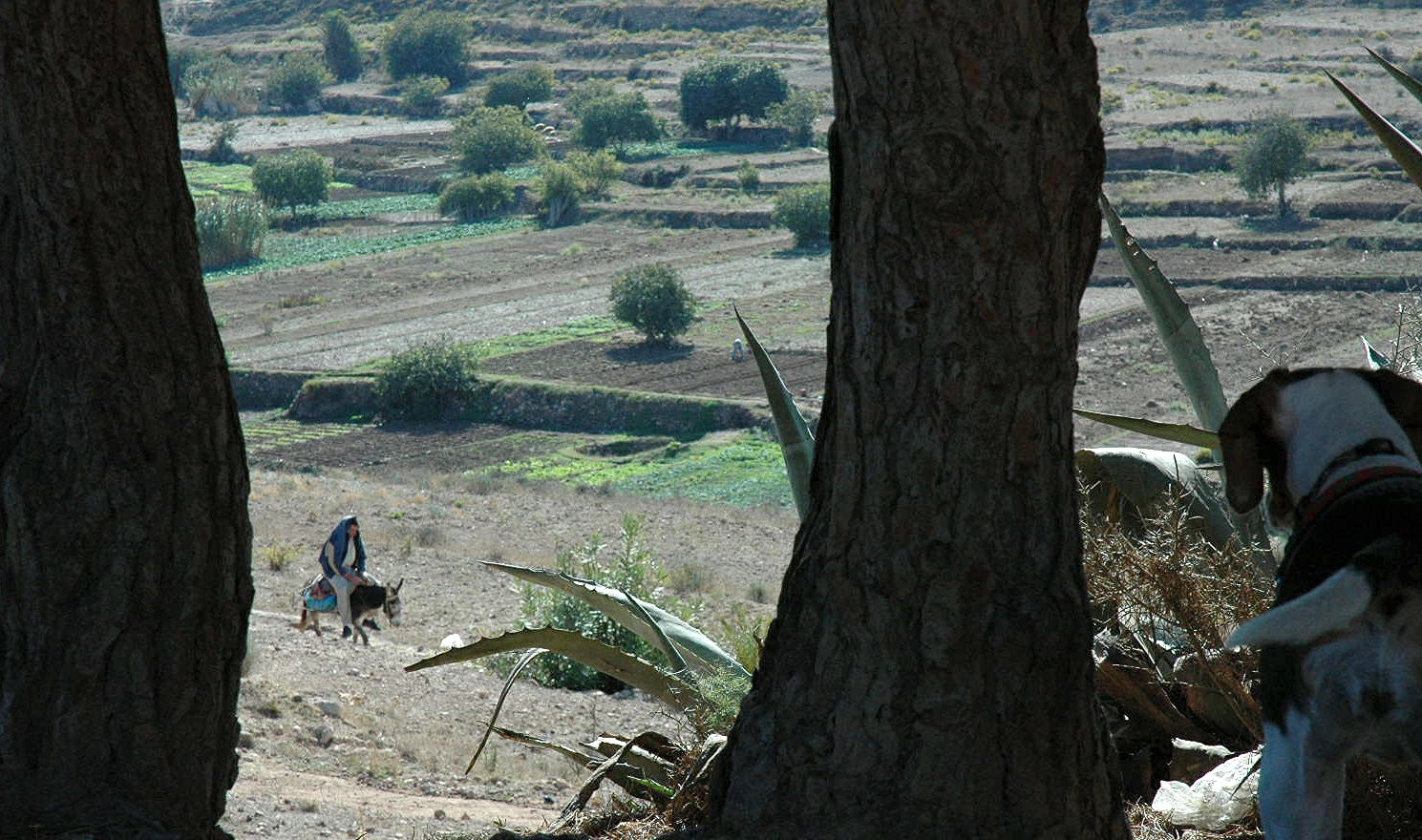
Vale do Río de Oro.
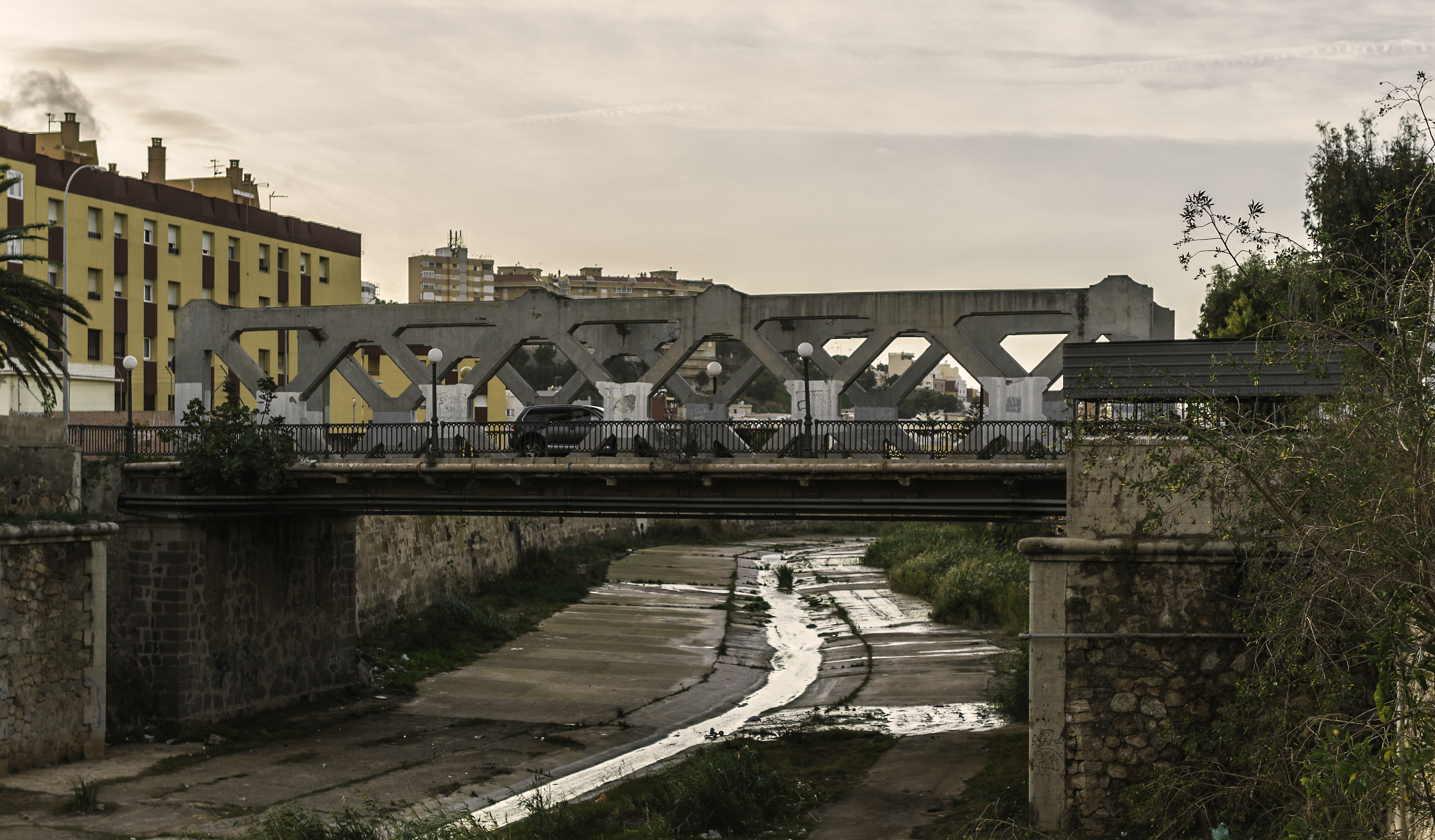
Ponte de Los Alemanes.